# Беріу
Беріу (рум. Beriu) — село у повіті Хунедоара в Румунії. Адміністративний центр комуни Беріу.
Село розташоване на відстані 273 км на північний захід від Бухареста, 23 км на південний схід від Деви, 114 км на південь від Клуж-Напоки.

## Населення
За даними перепису населення 2002 року у селі проживала 641 особа, з них 637 осіб (99,4%) румунів. Рідною мовою 636 осіб (99,2%) назвали румунську.